# Andachtsstätten (Auasberge)
Die Andachtsstätten (englisch Prayer Mounds, khoekhoe Heitsi-eibeb) sind Stätten zur Verehrung, gelegen in den Auasbergen nahe der namibischen Hauptstadt Windhoek.
Die Andachtsstätte besteht aus zwei Steinhaufen, die als Gebetshügel bekannt sind. Hier wurden Steine von den San aufeinandergestapelt und dienten den Reisenden als Ruhepunkt. Jeder musste der Stätte eine Gabe in Form eines weiteren Steines, Zweiges oder Gras spenden, um so Glück und Sicherheit auf der weiteren Reise zu erlangen. An vielen Grenzen waren diese Steinhaufen ebenfalls zu finden.
Im Gegensatz zu den San nannten die Herero diesen Ort „Ombindi“, was so viel wie herumgehen bedeutet. Trotzdem sehen sie noch heute diesen Ort als eine besondere Stätte an und berühren diese Andachtsstätten auf ihren Reisen. 
Die Damara hingegen sahen diese Stätte vielmehr als Grabmal an.
Die Andachtsstätten sind seit 1. September 1995 als Nationales Denkmal Namibias registriert.